# Legio XI Claudia
Legio undecima Claudia ou Legio XI Claudia ("Décima primeira legião de Cláudio") foi uma legião do exército imperial romano. A XI Claudia tem sua origem ligada às duas legiões recrutadas por Júlio César para invadir a Gália em 58 a.C. (a outra foi a XII Fulminata) e perdurou até o século V, quando ainda guardava o baixo Danúbio, em Durostoro (Silistra, na moderna Bulgária). Não se sabe qual era o emblema desta legião, mas é possível que, assim como era o caso em todas as legiões de César, tenha sido um touro ou, possivelmente, a loba amamentando os gêmeos Rômulo e Remo.

## História

### ALegio XIde César
As legiões XI e XII foram recrutadas por César para sua campanha contra os helvécios em 58 a.C., lutou na Batalha contra os nérvios e, provavelmente, no Cerco de Alésia. Durante a guerra civil, a décima primeira lutou por César na Batalha de Dirráquio e na Batalha de Farsalo. A legião toda foi desbaratada em 45 a.C. e seus veteranos receberam terras em Bojano, que passou a ser chamada de "Boviano dos Undecumanos" (em latim: Bovianum Undecumanorum; romaniz.: lit. "Boviano dos membros da décima primeira")

### Ascensão de Augusto
A décima primeira foi reconstituída em 42 a.C. por Augusto (na época chamado ainda de Otaviano) para lutar na guerra civil contra os assassinos de César. A nova unidade lutou na Batalha de Filipos e depois foi enviada de volta à Itália para esmagar uma revolta em Perúgia. É provável que ela tenha ainda tomado parte da luta contra Sexto Pompeu, que havia tomado a Sicília.
Em 32 a.C., a décima primeira lutou por Otaviano contra Marco Antônio na guerra civil que acabou na Batalha de Ácio com a vitória de Otaviano. A unidade foi então enviada para os Bálcãs, mas, depois da desastrosa derrota na Batalha da Floresta de Teutoburgo (9 d.C.), Augusto redistribuiu as legiões da fronteira norte, enviando a décima primeira para Burno, na Dalmácia (moderna Kistanje), junto com a Legio VII Claudia.

### Segunda metade doséculo I
Em 42, o governador da Dalmácia, Lúcio Arrúncio Camilo Escriboniano, revoltou-se contra o imperador Cláudio. A décima primeira e a sétima permaneceram fieis ao imperador e esmagaram a revolta. Por isto, Cláudio recompensou as duas com o título de "Claudia Pia Fidelis".
No Ano dos Quatro Imperadores (69), as duas, que haviam se mudado de Burno em 58) e a XIV Gemina se aliaram a Otão. Uma vexillatio da décima primeira participou da Primeira Batalha de Cremona, entre Otão e seu adversário, Vitélio, mas chegou trade demais e acabou sendo enviada de volta para a Dalmácia pelo vitorioso Vitélio. Quando o comandante do exército do oriente, Vespasiano, declarou-se imperador, a décima primeira se aliou a ele, lutando na Segunda Batalha de Bedríaco, que marcou o início do reinado do imperador Vespasiano.
No ano seguinte (70), a Legio XI Claudia foi liderada por Cerial com o objetivo de acabar com a Revolta dos Batavos; assim que a missão foi cumprida, a legião foi deslocada para Vindonissa, na Germânia Superior, para substituir a XXI Rapax e permitir que a IV Flavia Felix se mudasse para Burno.
Já no final do século I, a Claudia lutou na margem oriental do Reno (73-4) e também tomou parte da campanha de Domiciano contra os catos em 83.

### século II
Em 101, a XI Claudia se mudou para Brigécio, na Panônia Inferior, para participar das Guerras Dácias do imperador Trajano (101–106). Em 104, a legião aparece novamente em Durostoro, na Mésia Inferior, guardando a fronteira do Danúbio, e lá permaneceu pelos séculos seguintes. Com a ajuda da demais legiões mésicas (I Italica e V Macedonica), a XI Claudia é responsável pela proteção das colônias gregas aliadas dos romanos na Táurica (Crimeia). Há indícios de sua presença, juntamente com a I Italica, na castra de Drajna de Sus.
Algumas vexillationes da XI Claudia foram enviadas para a Judeia para reprimir a Revolta de Barcoquebas (132–135). Uma inscrição romana mencionando-a foi descoberta perto da cidade de Betar, cuja história lembra um cerco pelas forças romanas.
Em 193, depois do assassinato de Pertinax, irromperam diversos candidatos ao título de imperador, entre eles o governador da Panônia Superior, Sétimo Severo, que conseguiu o apoio da décima primeira. A legião não participou da marcha de Severo até Roma, mas lutou com Severo, ao lado da I Italica, contra Pescênio Níger. Severo cercou Bizâncio, cruzou as Portas da Cilícia e derrotou-o na Batalha de Isso. É possível que a XI Claudia tenha participado da Campanha parta de Sétimo Severo que levou à conquista de Ctesifonte em 198.

### século IIIem diante
Durante o embate entre o imperador Galiano e o imperador do Império Gálico Póstumo, a XI Claudia lutou pelo primeiro e recebeu os títulos de "Pia V Fidelis V" e "Pia VI Fidelis VI" ("Cinco/seis vezes fiel e leal").
Ainda acampada em Durostoro, algumas vexillationes da décima primeira lutaram por todo o império: em 295, uma sub-unidade móvel foi relatada no Egito e, três anos depois, outra foi citada na Mauritânia.

## Membros conhecidos
- Lúcio Voreno, centurião[3]
- Tito Pulo, centurião[3]